# 찰리 (영화)
찰리(Charly)는 미국에서 제작된 랠프 넬슨 감독의 1968년 영화이다. 클리프 로버트슨 등이 주연으로 출연하였고 랠프 넬슨 등이 제작에 참여하였다.

## 출연

### 주연
- 클리프 로버트슨
- 클레어 블룸
- 리리아 스칼라
- 루스 화이트
- 딕 밴 패튼
- 바니 마틴
- 댄 모건

### 조연
- 랠프 넬슨

## 제작진
- 미술: 존 디커
- 미술: 찰스 로즌

## 같이 보기
- 앨저넌 찰스 스윈번